# Embraer R-99
Embraer R-99 in P-99 je brazilsko reaktivno letalo za zgodnje opozarjanje (AEW&C), razvito na podlagi potniškega Embraer ERJ-145. Poganjata ga dva visokoobtočna turbofana Rolls-Royce AE 3007, ki imata okrog 20% večji potisk kot na potniški verziji.
Verzija R-99A (E-99/EMB 145 AEW&C) je opremljena z Erieye AESA radarjem, verzija R-99B (R-99/EMB 145 MULTI INTEL) pa z radarjem s sintetično aperturo (SAR radar). Verzija P-99 (EMB 145 MP) je namenjena patruliranju morja. 

## Specifikacije (ERJ 140)
Splošne karakteristike
- Posadka: 3
- Število sedežev: 44
- Dolžina: 28,45 m (93 ft 4 in)
- Razpon kril: 20,04 m (65 ft 9 in)
- Višina: 6,76 m (22 ft 2 in)
- Površina kril: 51,2 m² (551 ft²)
- Teža praznega letala: 11740 kg (25900 lb)
- Naložena teža: 17100 kg (37700 lb)
- Maks. vzletna teža: 21100 kg (46500 lb)
- Pogon letala: 2 × Rolls-Royce AE 3007A turbofan, 33,0 kN (7420 lbf) vsak

 Zmogljivost 
- Maks. hitrost: 834+ km/h (518+ mph, Mach 0,78+)
- Doseg: 3019 km (1876 milj)
- Višina leta: 11278+ m (37000+ ft)
- Hitrost vzpenjanja: 780+ m/min (2560+ ft/min)
- Obremenitev kril: 334+ kg/m² (68+ lb/ft²)

## Galerija
- Embraer R-99A AEW&C Mehiških letalskih sil
- Embraer R-99A (EMB-145H AEW&C) Grških letalskih sil
- AEmbraer R-99A Brazilskih letalskih sil
- Embraer R-99A AEW&C

## GLej tudi
- Embraer Regional Jet
- DRDO AEW&CS
- Saab 340 AEW&C
- IAI Phalcon